# إيرين فين
إيرين فين (بالإنجليزية: Erin Finn)‏ هي منافسة ألعاب القوى أمريكية، ولدت في 19 نوفمبر 1994 في بلدة ويست بلومفيلد في الولايات المتحدة.

## وصلات خارجية
- إيرين فين على موقع الاتحاد الدولي لألعاب القوى (الإنجليزية)
- إيرين فين على موقع الدوري الماسي (الإنجليزية)
- إيرين فين على موقع TFRRS.org (الإنجليزية)